# Stružnica, Kostel
Stružnica este o localitate din comuna Kostel, Slovenia.